# Lyle Mays
Pour les articles homonymes, voir Mays.
Lyle Mays est un claviériste et compositeur américain de jazz, né le 27 novembre 1953 à Wausaukee dans le Wisconsin et mort le 10 février 2020 à Los Angeles.
Il est particulièrement connu pour son travail au sein du Pat Metheny Group comme compositeur, arrangeur et instrumentiste (piano, synthétiseurs et, plus rarement, autoharpe, trompette et guitare).
| Image externe |                                                |
|               | Portrait de Lyle Mays par Michel Delsol (1988) |

## Biographie
Depuis sa jeune enfance, Lyle Mays a toujours été immergé dans le monde de la musique. Adolescent, il participe à des camps d’été de jazz et peut étudier avec des musiciens tels que Rich Matteson et Marian McPartland.
Il développe ensuite ses talents de compositeur et d’arrangeur à l’université de North Texas State avant de commencer à tourner avec le Woody Herman's Thundering Herd.
En 1975, alors qu’il participe au festival de jazz de Wichita, Lyle Mays rencontre un guitariste de 20 ans, Pat Metheny. Lyle Mays déménage à Boston en 1977, et tous deux forment le Pat Metheny Group. Il compose avec Pat Metheny la musique de la chanson This Is Not America de David Bowie enregistrée en 1984, dont ce dernier écrivit les paroles.

## Style
Le musicologue David Ake souligne que « dès ses débuts, Mays a fait preuve d'un style de claviériste jazz atypique. Contrairement au jeu de synthétiseur soliste de Jan Hammer, Herbie Hancock, Chick Corea, et des autres tenants de la fusion qui l'ont précédé, Mays manie de façon prédominante un timbre chaleureux et des « pads » soutenus. De même, dans son jeu de piano, Mays affiche rarement une conception linéaire orientée vers le bebop [...]. Son jeu révèle bien davantage l'influence indubitable de Keith Jarrett dans ses sonorités américaines pastorales [...]. En plus des synthétiseurs et du piano, Lyle Mays est peut-être le seul musicien de jazz à avoir fait de l'autoharpe un accessoire permanent de son arsenal musical ».

## Discographie sélective
Lyle Mays
- Solo Improvisations for Expanded Piano, 2000
- The Debussy Trio - In the Shadow of a Miracle, Sierra Classical, 1996
- Fictionary avec la participation de Jack DeJohnette et Marc Johnson, 1993
- Street Dreams, 1988
- Lyle Mays, 1986

Pat Metheny Group
- The Way Up, 2005
- Speaking of Now, 2002
- Imaginary Day, 1997
- Quartet, 1996
- We Live Here, 1995
- The Road To You, CD enregistré en concert, 1993
- Letter From Home, 1989
- Still Life (Talking), 1987
- The Falcon And The Snowman (soundtrack), avec la participation vocale de David Bowie dans le titre This Is Not America, 1985
- First Circle, avec la participation vocale de Pedro Aznar,  1984
- Travels, double album enregistré en concert, 1983
- Offramp, 1982
- As Falls Wichita, So Falls Wichita Falls, avec Pat Metheny, 1981
- American Garage, 1979
- Pat Metheny Group, 1978

Avec Pat Metheny mais non reconnu comme album du Pat Metheny Group
- Watercolors, 1977.

Participations
- Eberhard Weber, Later That Evening, 1982
- Bob Moses, When Elephants Dream of Music, 1982
- Beatrix Potter, Meryl Streep, Lyle Mays, Art Lande - The Tale Of Peter Rabbit, The Tale Of Mr. Jeremy Fisher & The Tale Of Two Bad Mice, 1988
- Paul Mc Candless, Premonition, 1992
- Toots Thielemans, East Coast, West Coast, 1994

## Musique de films
- La composition Au lait écrite pour l'album Offramp du Pat Metheny Group a été utilisée pour la bande originale du film Le Goût des autres d'Agnès Jaoui.
- Musique du court métrage de Luc Beauchamp  Le Lion et l'Agneau (1995).